# Night (Kurzfilm)
Night (Originaltitel arabisch ليل, DMG Layl) ist ein Stop-Motion-Kurzfilm von Ahmad Saleh, der im August 2021 beim Locarno Film Festival seine Premiere feierte und von Herbst 2021 bis Frühjahr 2022 bei verschiedenen Filmfestivals in Deutschland gezeigt wurde. 

## Handlung
Die Nacht bringt allen Menschen in einer Stadt Frieden und Schlaf. Nur einem Menschen nicht. Eine Mutter wartet seit Jahren darauf, dass ihr Kind wieder zurückkehrt.

## Produktion

### Filmstab und Sprecher

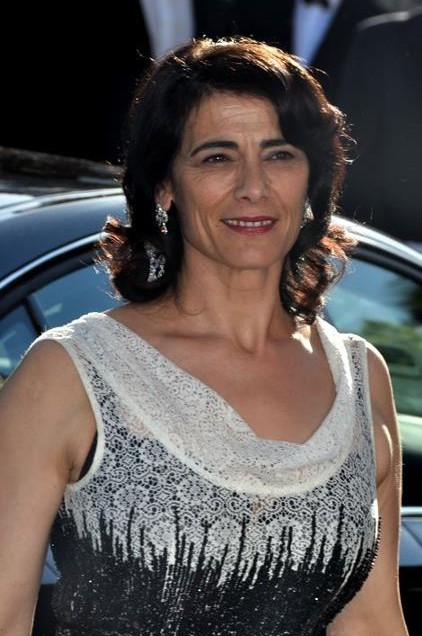
Die Schauspielerin Hiam Abbass leiht im Film der Mutter ihre Stimme

Night wurde von ses-studio und Fabian&Fred produziert. Regie führte Ahmad Saleh, der auch das Drehbuch schrieb. Neben ihm selbst waren als Animatoren der Stop-Motion Leon Vidmar, Saleh Saleh und Basel Nasr tätig. Bei Night handelt sich um Ahmad Salehs dritten Kurzfilm. Seine zweite Arbeit Ayny und Abschlussfilm an der Kunsthochschule für Medien Köln, wurde bei den Student Academy Awards 2016 als bester ausländischer Animationsfilm ausgezeichnet.
Die Schauspielerin Hiam Abbass spricht im Film die Mutter, Rafia H. Oraidi die Nacht und Salma Saleh die Tochter.

### Filmförderung
Der Film erhielt von der Beauftragten der Bundesregierung für Kultur und Medien eine Produktionsförderung in Höhe von 10.000 Euro, eine Low-Budget-Film Förderung von 20.000 Euro von der Film- und Medienstiftung NRW und Geld aus dem Filmförderpreis der Robert Bosch Stiftung für internationale Zusammenarbeit. Des Weiteren erhielt er eine Produktionsförderung vom Doha Film Institute.

### Veröffentlichung
Night feierte am 7. August 2021 beim Locarno Film Festival seine Weltpremiere, wo er in der Sektion Pardi di Domani gezeigt wurde und im Concorso Internazionale konkurrierte. Im Oktober und November 2021 wurde er bei den Hofer Filmtagen vorgestellt. Im April 2022 wurde er beim Filmfest Dresden im Nationalen Wettbewerb vorgestellt und wenig später beim Filmfest Bremen gezeigt. Ende Juni 2022 wurde er beim Palm Springs International ShortFest vorgestellt. Im Juli 2022 wurde er beim Guanajuato International Film Festival gezeigt und im August 2022 beim HollyShorts Film Festival. Anfang November 2022 wird er bei den Nordischen Filmtagen Lübeck vorgestellt.

## Auszeichnungen

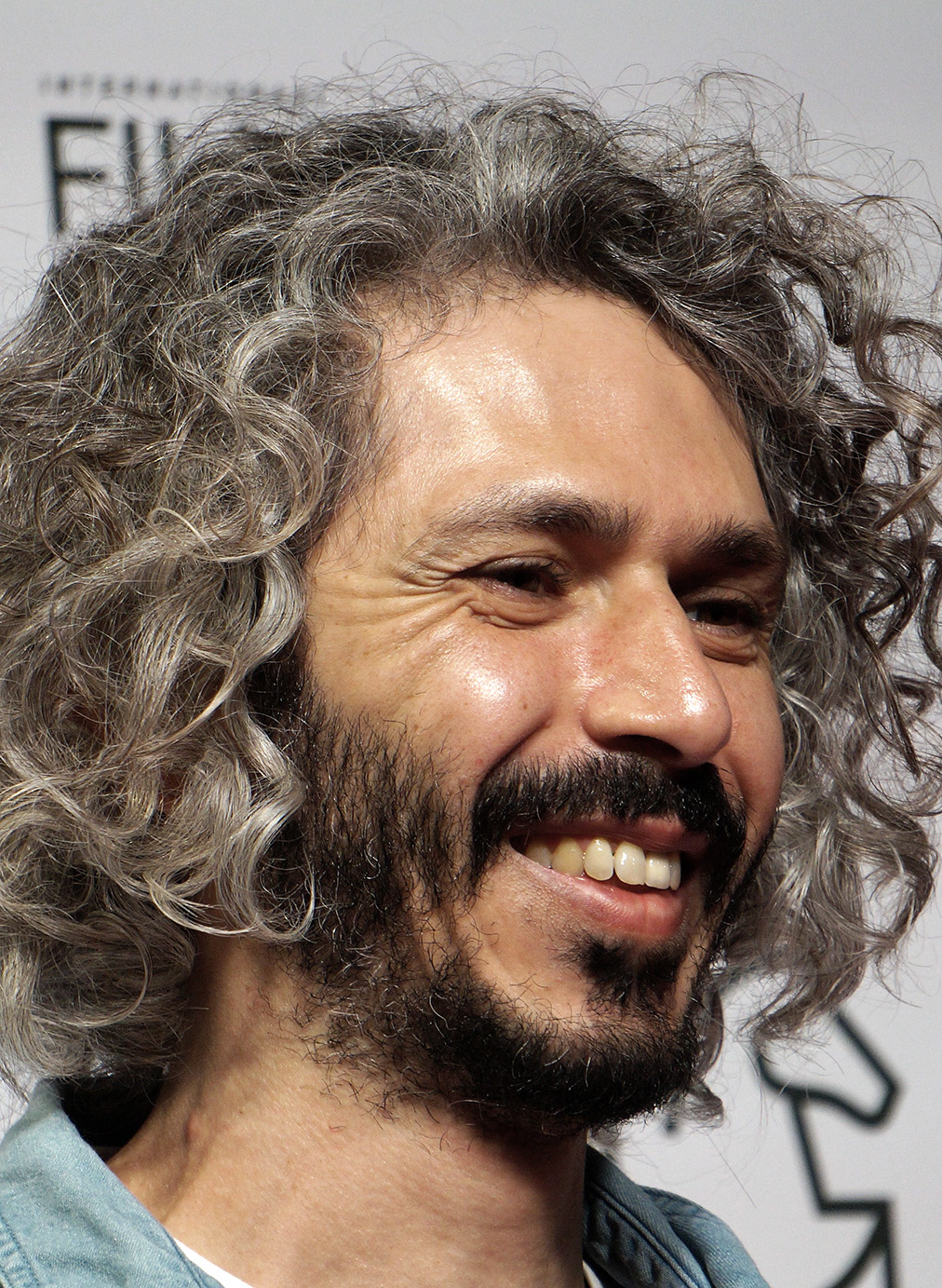
Ahmad Saleh bei der Vorstellung des Films beim Film Fest Gent im Oktober 2021

Busan International Short Film Festival 2022
- Nominierung im internationalen Wettbewerb[13]

El Gouna Film Festival 2021
- Nominierung für den Golden Star im Kurzfilmwettbewerb (Ahmad Saleh)[2]

Filmfest Dresden 2022
- Auszeichnung als Bester Animationsfilm im Nationalen Wettbewerb mit dem Goldener Reiter[14]

International Film Festival Ghent 2021
- Nominierung als Bester internationaler Kurzfilm (Ahmad Saleh)[15]

Internationales Filmfestival „Goldene Aprikose“ 2022
- Lobende Erwähnung (Ahmad Saleh)[16]

De retour en mars 2022
- Nominierung für den Publikumspreis im Kurzfilmwettbewerb „Animations“[17]

Sehsüchte 2022
- Lobende Erwähnung[18]